# Acallopistes
Loxolexis là một chi bướm ngày thuộc họ Bướm nâu.